# Stockholm Ängby Camping
Stockholm Ängby Camping (eller Ängby Camping) är en campingplats som ligger i anslutning till Ängbybadet vid Mälaren i stadsdelen Södra Ängby i Bromma väster om Stockholm.

## Beskrivning
Stockholm Ängby Camping anlades redan på 1940-talet. Campingplatsen ligger på Blackebergsvägen 25 på gränsen mellan Nockebyhov och Södra Ängby. Ängby Camping omges av Mälaren och gränsar till Ängbybadet och den har gräsytor och kuperad skogsmark med motionsspår på ena sidan.
Ängby Camping har försökt att bevara sin historia sedan 1940-talet med boende i små stugor eller i husvagn eller husbil. Vid entrén till campingen finns det reception, matstuga och servicehus med kök, toaletter, dusch och tvättstuga. I receptionen finns kiosk, café och livsmedelsbutik, en "Mini Market", som bland annat säljer färskt bröd.
Inom campingområdet finns det under högsäsongen 40 övernattningsstugor i olika storlekar och över 100 campingplatser för husvagn, husbil och tält och campingtomter med el och kabel-TV. På campingen kan man bo maximalt sju nätter i tält, husvagn eller husbil under högsäsongen 1 juni till 15 september. Campingplatsen är öppen året om och erbjuder förutom tältområde också övernattningsstugor och uppställningsplatser för husvagnar och husbilar. Vid Ängby badplats finns en vattenrutschbana och en bangolfanläggning och en servering som är öppen under sommarsäsongen.

## Bilder

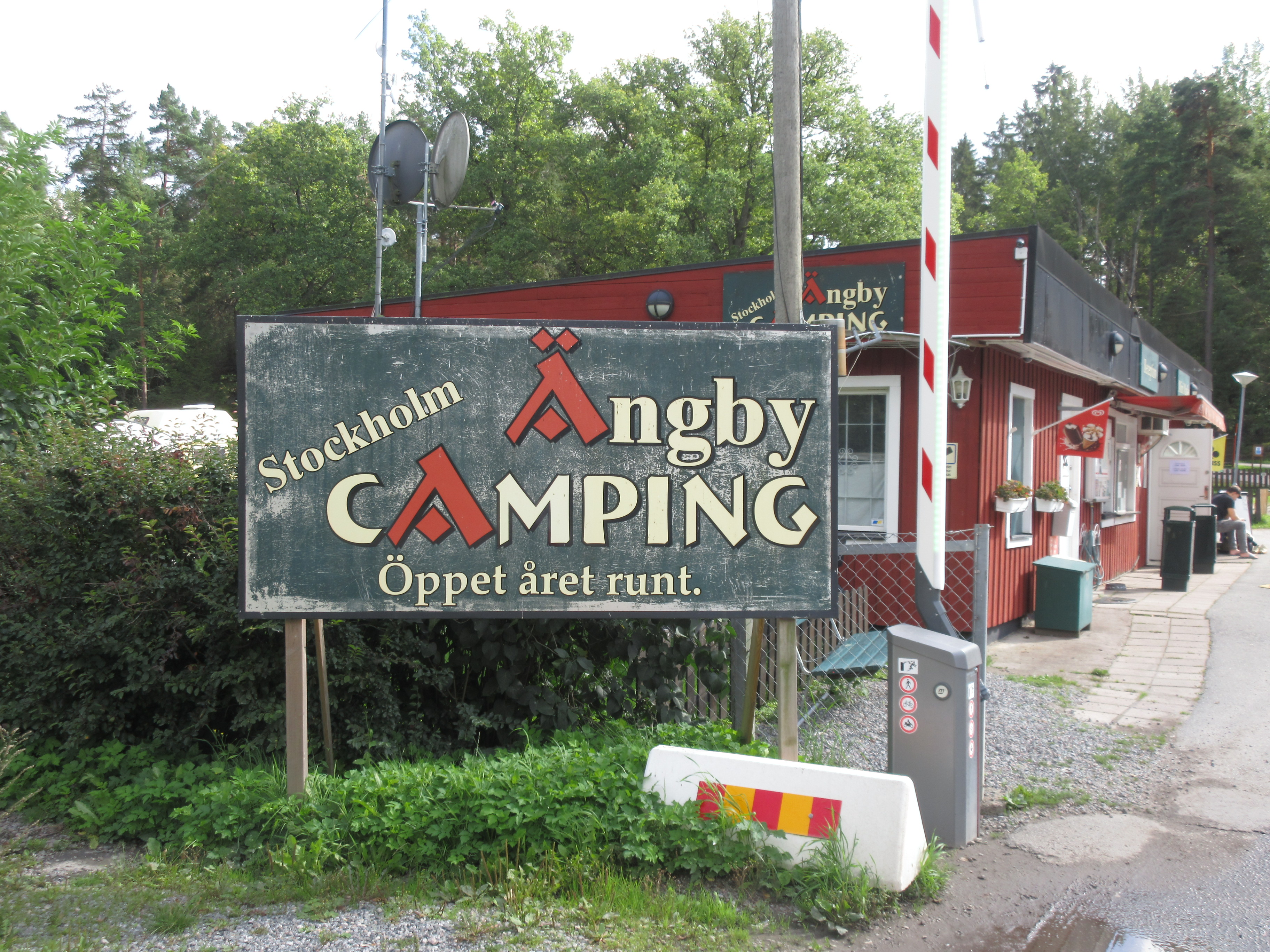
Skylten till Stockholm Ängby Camping står utanför entrén.
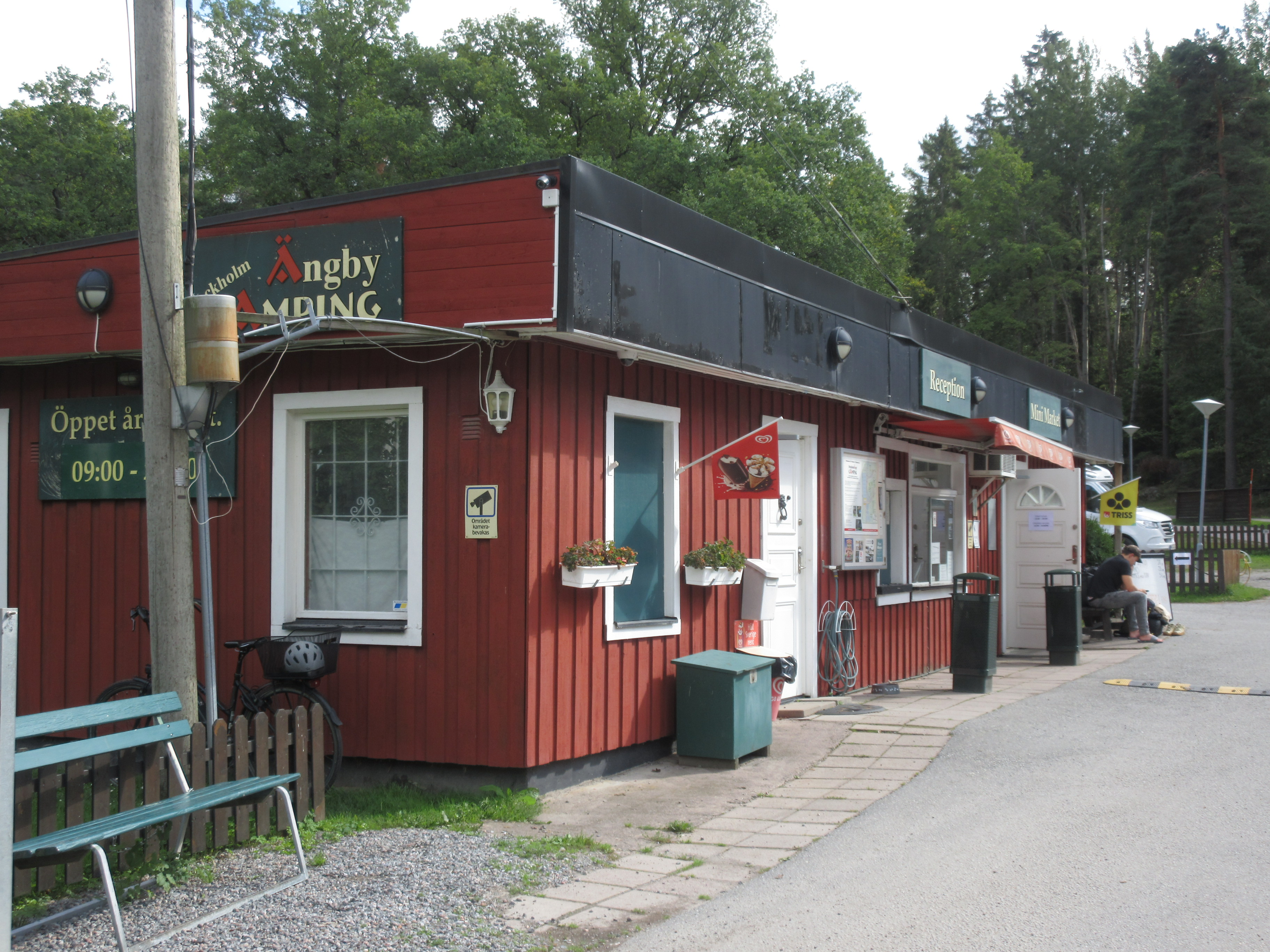
Receptionsbyggnaden.
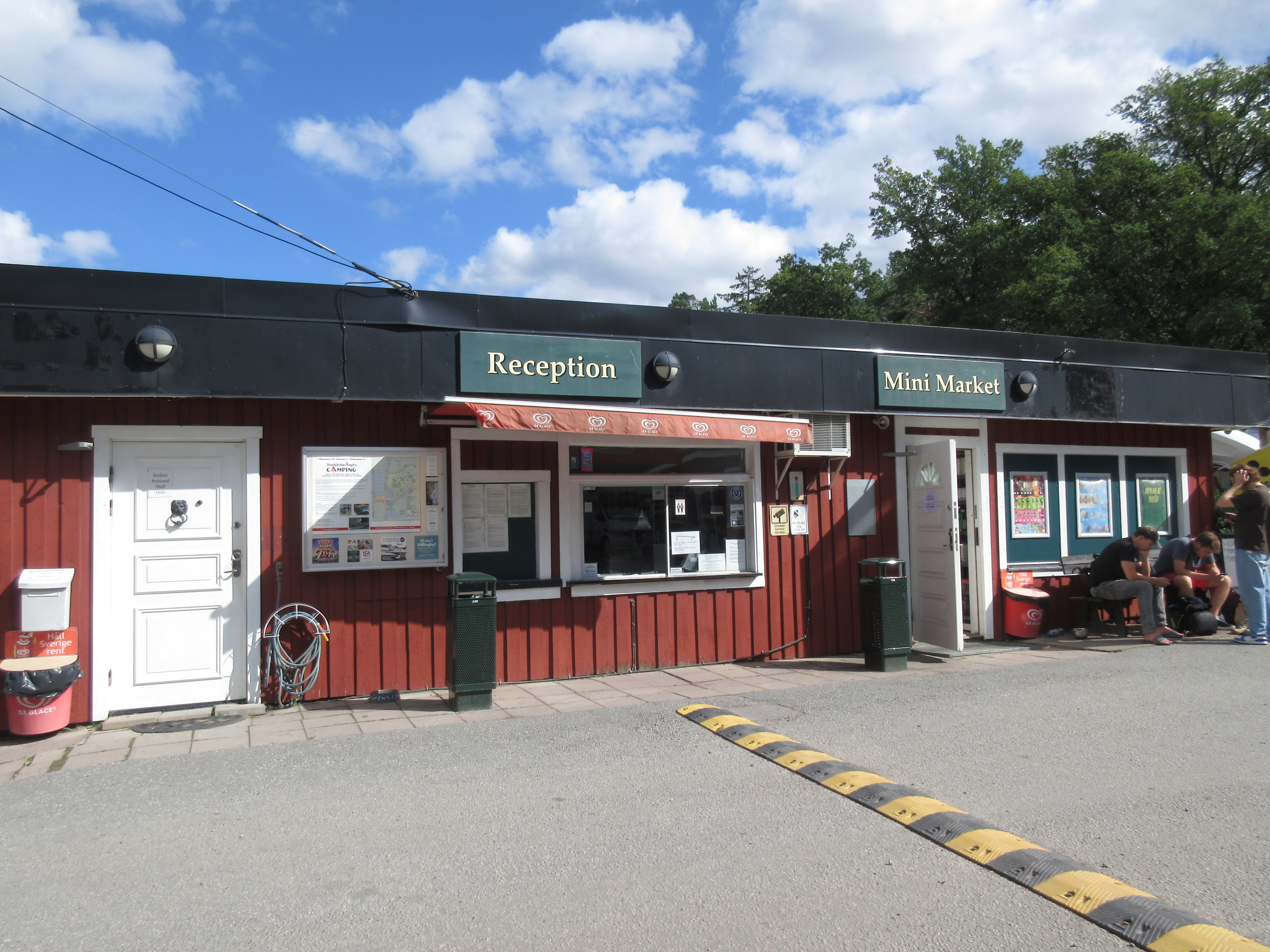
Reception och Mini Market.
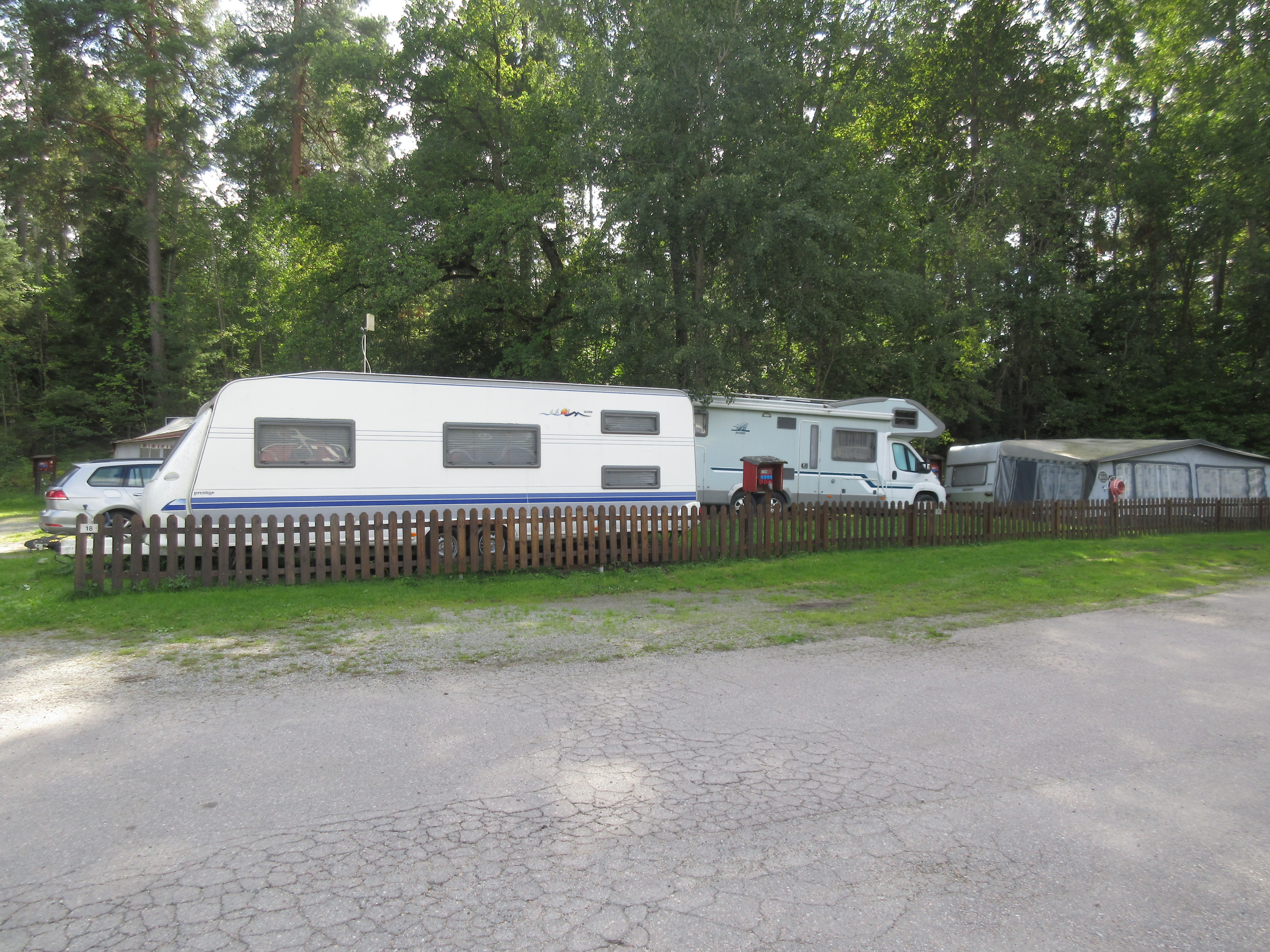
Husvagnsparkeringen.
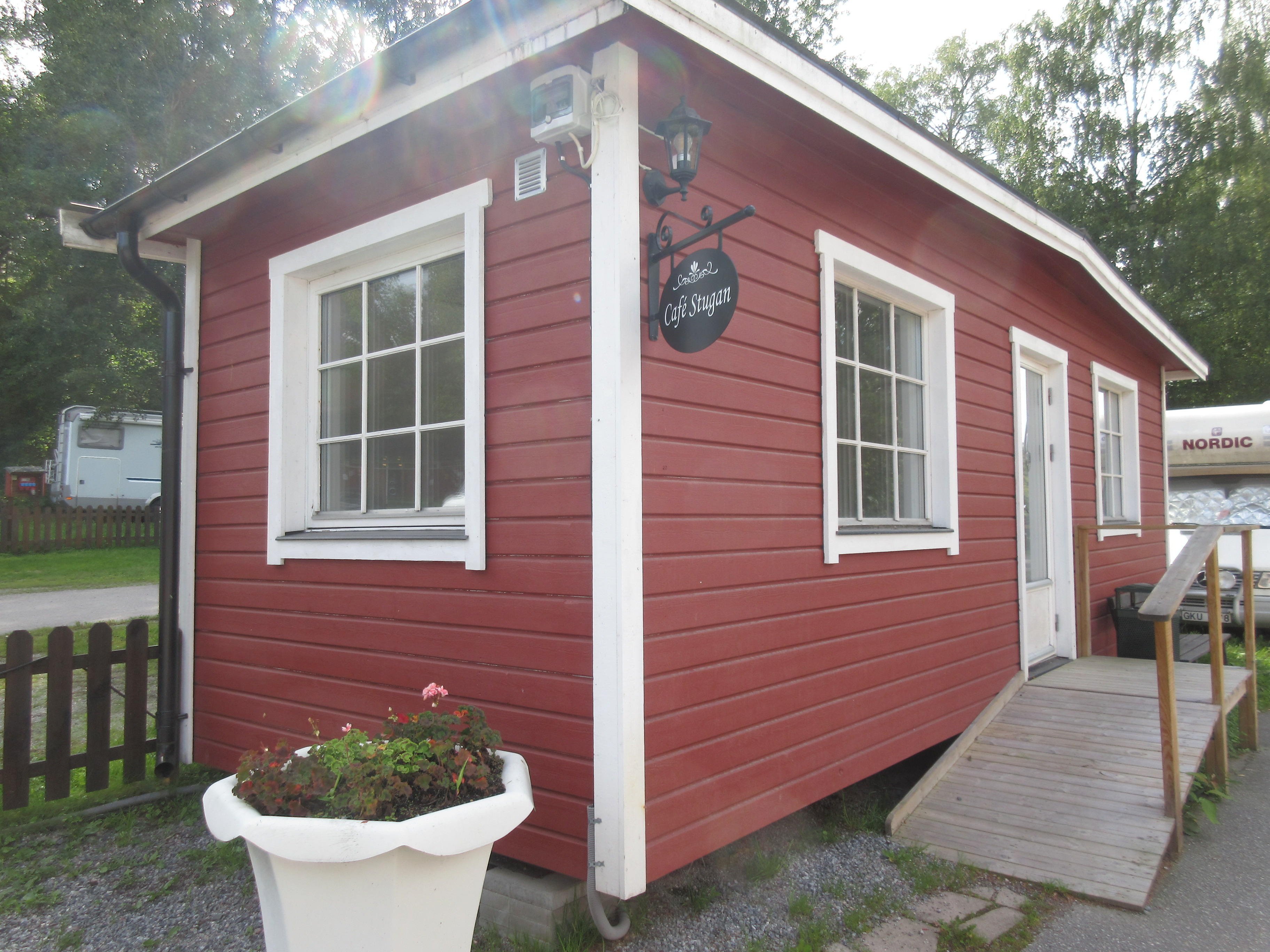
Café Stugan
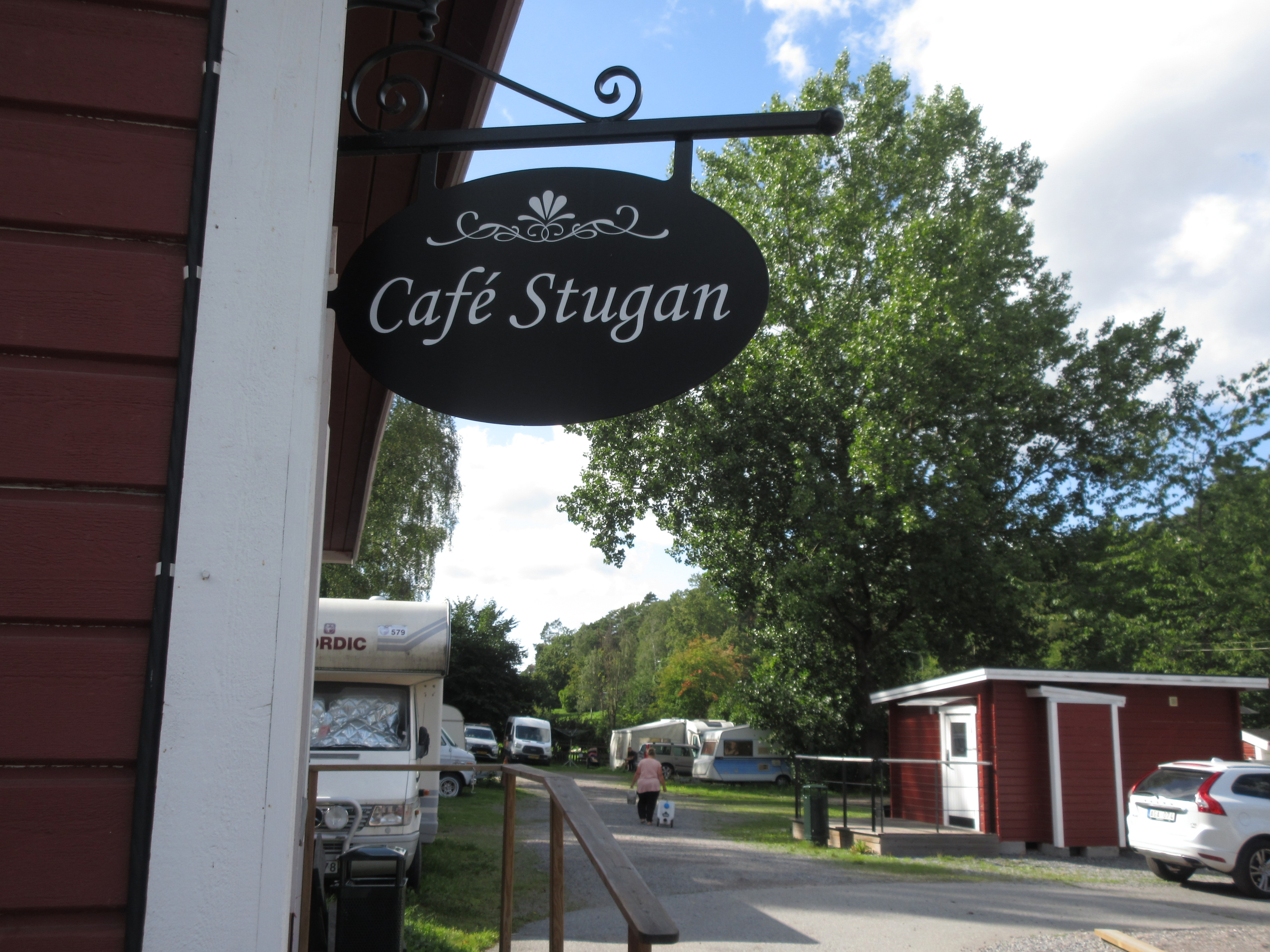
Café Stugan med skylt.